# Áustria nos Jogos Olímpicos de Verão da Juventude de 2010
A Áustria participou dos Jogos Olímpicos de Verão da Juventude de 2010 em Cingapura. Sua delegação foi formada por 16 altetas de 12 esportes. O país conquistou um ouro e três bronzes.

## Medalhistas
| Medalha | Nome                | Esporte  | Evento               | Data         |
| ------- | ------------------- | -------- | -------------------- | ------------ |
| Ouro    | Lara Vadlau         | Vela     | Byte CII feminino    | 25 de agosto |
| Bronze  | Alois Knabl         | Triatlo  | Individual masculino | 16 de agosto |
| Bronze  | Christine Huck      | Judô     | Até 52 kg feminino   | 22 de agosto |
| Bronze  | Viktoria Wolffhardt | Canoagem | Slalom K1 feminino   | 25 de agosto |

## Atletismo
| Evento                      | Atleta        | Qualificação | Qualificação | Final     | Final        |
| Evento                      | Atleta        | Resultado    | Posição      | Resultado | Posição      |
| --------------------------- | ------------- | ------------ | ------------ | --------- | ------------ |
| Salto em distância feminino | Ivona Dadic   | 5,93         | 6º           | 5,91      | 6º (Final A) |
| Salto com vara feminino     | Kira Grünberg | 3,80         | 6º           | 3,90      | 5º (Final A) |

## Badminton
| Evento           | Atleta           | Fase de grupos | Fase de grupos                              | Fase de grupos                        | Fase de grupos                       | Fase de grupos | Quartas-de-final | Semifinais  | Final       | Pos. final |
| Evento           | Atleta           | Grupo          | 1ª rodada                                   | 2ª rodada                             | 3ª rodada                            | Pos.           | Quartas-de-final | Semifinais  | Final       | Pos. final |
| ---------------- | ---------------- | -------------- | ------------------------------------------- | ------------------------------------- | ------------------------------------ | -------------- | ---------------- | ----------- | ----------- | ---------- |
| Simples feminino | Alexandra Mathis | B              | USA Cee Nantana Ketpura D 0-2 (10-21, 9-21) | FRA Lea Palmermo D 0-2 (19-21, 12-21) | GBR Sarah Milne D 0-2 (11-21, 10-21) | 4º             | Não avançou      | Não avançou | Não avançou | --         |

## Canoagem
| Evento                 | Atleta              | Tomada de tempo | Tomada de tempo | 1ª rodada                                | Oitavas-de-final                     | Quartas-de-final                           | Semi-finais                     | Final                    | Pos. final        |
| Evento                 | Atleta              | Resultado       | Pos.            | Oponente Resultado                       | Oponente Resultado                   | Oponente Resultado                         | Oponente Resultado              | Oponente Resultado       | Pos. final        |
| ---------------------- | ------------------- | --------------- | --------------- | ---------------------------------------- | ------------------------------------ | ------------------------------------------ | ------------------------------- | ------------------------ | ----------------- |
| Velocidade K1 feminino | Viktoria Wolffhardt | Não completou   | --              | Não avançou                              | Não avançou                          | Não avançou                                | Não avançou                     | Não avançou              | --                |
| Slalom K1 feminino     | Viktoria Wolffhardt | 1:39.13         | 3º              | ARG Valentina Barrera V 1:37.12 (bat. 2) | POL Joanna Bruska V 1:38.89 (bat. 2) | GER Nathalie Grewelding V 1:39.00 (bat. 3) | CZE Pavlina Zasterova D 1:38.23 | SLO Ajda Novak V 1:37.43 | Medalha de bronze |

## Ginástica artística
| Atleta          | Evento                       | Qualificação | Qualificação | Final por aparelhos | Final por aparelhos | Final individual geral | Final individual geral | Final individual geral | Final individual geral | Final individual geral | Final individual geral |
| Atleta          | Evento                       | Result.      | Pos.         | Result.             | Pos.                | Barras assimétricas    | Trave                  | Solo                   | Salto                  | Total                  | Pos.                   |
| --------------- | ---------------------------- | ------------ | ------------ | ------------------- | ------------------- | ---------------------- | ---------------------- | ---------------------- | ---------------------- | ---------------------- | ---------------------- |
| Elisa Haemmerle | Salto feminino               | 13.450       | 15º          | Não avançou         | Não avançou         |                        |                        |                        |                        |                        |                        |
| Elisa Haemmerle | Barras assimétricas feminino | 12.150       | 19º          | Não avançou         | Não avançou         |                        |                        |                        |                        |                        |                        |
| Elisa Haemmerle | Trave feminino               | 12.750       | 19º          | Não avançou         | Não avançou         |                        |                        |                        |                        |                        |                        |
| Elisa Haemmerle | Solo feminino                | 13.000       | 11º          | Não avançou         | Não avançou         |                        |                        |                        |                        |                        |                        |
| Elisa Haemmerle | Individual geral feminino    | 51.350       | 13º          |                     |                     | 12.400                 | 12.700                 | 13.350                 | 13.400                 | 51.850                 | 12º                    |

## Judô
| Evento             | Atleta         | 1ª rodada    | 2ª rodada                          | Semifinais                     | Disputa pelo bronze B      | Pos. final |
| ------------------ | -------------- | ------------ | ---------------------------------- | ------------------------------ | -------------------------- | ---------- |
| Até 52 kg feminino | Christine Huck | Sem oponente | FRA Julia Rosso-Richetto V 001-000 | USA Katelyn Bouyssou D 000-101 | NED Laura Prince V 001-000 | [ 7 ]      |

| Evento              | Atleta          | 1ª rodada                    | 2ª rodada                    | 2ª rodada repescagem          | Final repescagem A          | Disputa pelo bronze A | Pos. final |
| ------------------- | --------------- | ---------------------------- | ---------------------------- | ----------------------------- | --------------------------- | --------------------- | ---------- |
| Até 81 kg masculino | Michael Greiter | BIH Eldin Omerović V 010-000 | HUN Krisztian Toth D 000-002 | HON Kevin Fernandez V 110-000 | SVK Arpad Szakacs D 000-110 | Não avançou           | --         |

| Evento         | Atleta                                                | 1ª rodada                   | 2ª rodada                 | Semifinais             | Final       | Pos. final        |
| -------------- | ----------------------------------------------------- | --------------------------- | ------------------------- | ---------------------- | ----------- | ----------------- |
| Equipes mistas | Christine Huck (como integrante da equipe Cairo)      | ZZX Equipe Birmingham V 5-2 | ZZX Equipe Hamilton V 4-4 | ZZX Equipe Essen D 2-5 | Não avançou | Medalha de bronze |
| Equipes mistas | Michael Greiter (como integrante da equipe Barcelona) | ZZX Equipe Osaka D 3-5      | Não avançou               | Não avançou            | Não avançou | 10º               |

## Lutas
| Evento                   | Atleta        | Preliminares            | Preliminares              | Preliminares             | Preliminares | Disputa do 5º lugar       | Pos. final |
| Evento                   | Atleta        | 1ª rodada               | 2ª rodada                 | 3ª rodada                | Pos.         | Oponente Resultado        | Pos. final |
| Evento                   | Atleta        | Oponente Resultado      | Oponente Resultado        | Oponente Resultado       | Pos.         | Oponente Resultado        | Pos. final |
| ------------------------ | ------------- | ----------------------- | ------------------------- | ------------------------ | ------------ | ------------------------- | ---------- |
| Livre até 70 kg feminino | Martina Kuenz | CAN Dorothy Yeats D 0-3 | UKR Karyna Stankova D 0-4 | HUN Zsanett Németh V 4-0 | 3º           | POL Suzan Saeed Ali V 3-0 | 5º         |

## Natação
| Evento                    | Atleta     | Qualificação | Qualificação | Semifinais | Semifinais   | Final       | Final       |
| Evento                    | Atleta     | Resultado    | Posição      | Resultado  | Posição      | Resultado   | Posição     |
| ------------------------- | ---------- | ------------ | ------------ | ---------- | ------------ | ----------- | ----------- |
| 100 m peito masculino     | Jakub Maly | 1:04.52      | 8º (4º q2)   | 1:04.85    | 12º (6º sf2) | Não avançou | Não avançou |
| 200 m borboleta masculino | Jakub Maly | 2:03.63      | 9º (4º q3)   |            |              | Não avançou | Não avançou |
| 200 m medley masculino    | Jakub Maly | 2:04.76      | 11º (3º q2)  |            |              | Não avançou | Não avançou |

## Remo
| Evento                  | Atleta          | Elim.   | Elim.       | Repescagem | Repescagem  | Semifinais | Semifinais   | Final   | Final        |
| Evento                  | Atleta          | Tempo   | Pos.        | Tempo      | Pos.        | Tempo      | Pos.         | Tempo   | Pos.         |
| ----------------------- | --------------- | ------- | ----------- | ---------- | ----------- | ---------- | ------------ | ------- | ------------ |
| Skiff simples feminino  | Jana Hausberger | 4:07.85 | 6º (bat. 1) | 4:13.68    | 5º (rep. 4) | 4:18.94    | 4º (sf C/D2) | 4:13.73 | 2º (Final D) |
| Skiff simples masculino | Paul Sieber     | 3:29.05 | 5º (bat. 1) | 3:36.96    | 4º (rep. 2) | 3:43.00    | 1º (sf C/D1) | 3:36.56 | 3º (Final C) |

## Tênis de mesa
| Evento            | Atleta         | Preliminares | Preliminares | Preliminares | 2ª fase | 2ª fase | 2ª fase | Quartas-de-final | Semifinais  | Final       | Pos. final |
| Evento            | Atleta         | Grupo        | Confrontos | Pos.         | Grupo   | Confrontos | Pos.    | Quartas-de-final | Semifinais  | Final       | Pos. final |
| ----------------- | -------------- | ------------ | --- | ------------ | ------- | --- | ------- | ---------------- | ----------- | ----------- | ---------- |
| Simples masculino | Stefan Leitgeb | G            | ITA Leonardo Mutti V 3-1 (11-8, 11-5, 11-13, 11-8) IND Avik Das V 3-0 (11-6, 11-7, 11-9) BEL Emilien Vanrossomme D 1-3 (9-11, 11-6, 3-11, 2-11) | 2º           | DD      | NGR Ojo Onaolapo D 0-3 (7-11, 9-11, 3-11) SIN Zhe Yu Clarence Chew V 3-2 (9-11, 11-8, 11-8, 5-11, 11-3) SWE Hampus Soderlund D 0-3 (7-11, 7-11, 7-11) | 4º      | Não avançou      | Não avançou | Não avançou | --         |

| Evento         | Atleta                                            | 1ª fase | 1ª fase                                                                                                  | 1ª fase | Torneio de consolação          | Torneio de consolação          | Pos. final |
| Evento         | Atleta                                            | Grupo   | Confrontos                                                                                               | Pos.    | 1ª rodada                      | 2ª rodada                      | Pos. final |
| -------------- | ------------------------------------------------- | ------- | --- | ------- | ------------------------------ | ------------------------------ | ---------- |
| Equipes mistas | Stefan Leitgeb e SLO Alex Galic (Equipe Europa 6) | G       | FRA França D 1-2 (0-3, 0-3, 3-2) Intercontinental 3 V 3-0 (3-0, 3-1, 3-0) Europa 2 D 0-3 (0-3, 1-3, 2-3) | 3º      | Pan-América 3 V 2-0 (3-0, 3-0) | Pan-América 1 V 2-0 (3-2, 3-1) | 17º        |

## Tiro
| Evento                        | Atleta         | Qualificação | Qualificação | Qualificação | Qualificação | Qualificação | Qualificação | Qualificação | Qualificação | Final       | Final       | Final       | Final       | Final       | Final       | Final       | Final       | Final       | Final       | Final       | Final       | Final       |
| Evento                        | Atleta         | 1            | 2            | 3            | 4            | 5            | 6            | Total        | Pos.         | 1           | 2           | 3           | 4           | 5           | 6           | 7           | 8           | 9           | 10          | Total final | Total       | Pos. final  |
| ----------------------------- | -------------- | ------------ | ------------ | ------------ | ------------ | ------------ | ------------ | ------------ | ------------ | ----------- | ----------- | ----------- | ----------- | ----------- | ----------- | ----------- | ----------- | ----------- | ----------- | ----------- | ----------- | ----------- |
| Carabina de ar 10 m feminino  | Cornelia Enser | 95           | 97           | 95           | 96           |              |              | 383          | 18º          | Não avançou | Não avançou | Não avançou | Não avançou | Não avançou | Não avançou | Não avançou | Não avançou | Não avançou | Não avançou | Não avançou | Não avançou | Não avançou |
| Carabina de ar 10 m masculino | Stefan Rumpler | 85           | 98           | 99           | 99           | 99           | 96           | 576          | 18º          | Não avançou | Não avançou | Não avançou | Não avançou | Não avançou | Não avançou | Não avançou | Não avançou | Não avançou | Não avançou | Não avançou | Não avançou | Não avançou |

## Triatlo
| Evento               | Triatleta                                        | Natação | Transição 1 | Ciclismo | Transição 2 | Corrida | Tempo total | Pos.              |
| -------------------- | ------------------------------------------------ | ------- | ----------- | -------- | ----------- | ------- | ----------- | ----------------- |
| Individual masculino | Alois Knabl                                      | 8:39    | 0:33        | 28:39    | 0:22        | 16:51   | 55:04.72    | Medalha de bronze |
| Revezamento          | Alois Knabl (como integrante da equipe Europa 1) |         |             |          |             |         | 1:19:51.42  | Medalha de ouro   |

## Vela
| Evento            | Atleta      | Regata | Regata | Regata | Regata | Regata | Regata | Regata | Regata | Regata | Regata | Regata | Regata | Total | Posição         |
| Evento            | Atleta      | 1      | 2      | 3      | 4      | 5      | 6      | 7      | 8      | 9      | 10     | 11     | M      | Total | Posição         |
| ----------------- | ----------- | ------ | ------ | ------ | ------ | ------ | ------ | ------ | ------ | ------ | ------ | ------ | ------ | ----- | --------------- |
| Byte CII feminino | Lara Vadlau | 5      | 1      | 9      | 1      | 1      | 3      | 4      | 3      | 2      | 5      | 3      | 4      | 27    | Medalha de ouro |

Notas:
- M - Regata da Medalha
- OCS – On the Course Side of the starting line
- DSQ – Disqualified (Desclassificado)
- DNF – Did Not Finish (Não completou)
- DNS – Did Not Start (Não largou)
- BFD – Black Flag Disqualification (Desclassificado por bandeira preta)
- RAF – Retired after Finishing (Retirou-se após completar a prova)